# Unique
Unique è stato un programma radiofonico di dj set in onda su m2o nei suoi primi anni di vita; esso andava in onda inizialmente ogni sabato dalle 22 alle 24 e, dalla stagione 2004/2005 anche la domenica dalle 18 alle 20, proponendo in prevalenza dj set di musica house, anche se non sono mancati dj set di musica Hardstyle e Trance (come quello di Tiësto); successivamente l'appuntamento del sabato è stato camcellato in favore di m2 All Shock. L'appuntamento della domenica permane ancora per un paio di mesi ed infine viene cancellato in favore di G.D.C.-Girls Dj Club.
Nella stagione 2007/2008 ritorna un programma similare, The Untouchables, dove ogni settimana venivano messi in onda dj set di grandi dj di fama internazionale come John Dahlbäck, Fedde Le Grand, Steve Angello, Axwell e tanti altri, poi chiuso.
Dalla stagione 2009/10 va in onda un altro programma similare, con il nome di m2o Heroes.